# Балагланов Павло Юрійович
Павло́ Ю́рійович Балагла́нов (28 липня 1974 — 29 серпня 2014) — майор (посмертно) 93-ї окремої механізованої бригади Збройних сил України. Лицар ордена Богдана Хмельницького III ступеня, учасник російсько-української війни.

## Життєпис
Народився 1974 року в місті Дніпропетровськ. Здобув середню освіту, пройшов строкову службу в збройних силах. Закінчив військовий інститут телекомунікацій та інформатизації. Створив родину.
У часі війни мобілізований. Пройшов передбойову підготовку і злагоджування. Начальник зв'язку — командир взводу, 93-тя окрема механізована бригада. Військову форму придбав собі сам. 19 серпня його підрозділ вирушив під Іловайськ.
Загинув 29 серпня 2014 року під час виходу з Іловайського котла т. зв. зеленим коридором на дорозі в районі с. Новокатеринівка — вояку відірвало руку; кадирівці дострелили в голову. 2 вересня 2014 року тіло Павла Балагланова разом з тілами 87 інших полеглих у т. зв. Іловайському котлі привезли до запорізького моргу. Упізнаний бойовими товаришами та родичами.
Похований у Кривому Розі, Центральне кладовище, Алея Слави.
Без Павла лишились дружина, син 2009 р.н., тітка.

## Нагороди та вшанування пам'яті
- 31 жовтня 2014 року за особисту мужність і героїзм, виявлені у захисті державного суверенітету та територіальної цілісності України, вірність військовій присязі під час російсько-української війни, відзначений — нагороджений орденом Богдана Хмельницького III ступеня (посмертно)[1].
- У Саксаганському районі Кривомого Рогу 25 вересня о 10.00 на фасаді КЗШ № 119 відкрито дошку на честь Балагланова Павла Юрійовича[2].
- Його портрет розміщений на меморіалі «Стіна пам'яті полеглих за Україну» у Києві: секція 3, ряд 5, місце 30
- Вшановується 29 серпня на щоденному ранковому церемоніалі вшанування українських захисників, які загинули цього дня у різні роки внаслідок російської збройної агресії[3]
- відзнака міста Кривий Ріг "За Заслуги перед містом" 3 ступеню (посмертно)